# 第七六一海軍航空隊
第七六一海軍航空隊（だい761かいぐんこうくうたい）は、大日本帝国海軍の部隊の一つ。絶対国防圏防衛の主力爆撃機隊として、太平洋戦争終盤にマリアナ諸島およびフィリピンで哨戒・爆撃・雷撃行動に従事した。通称「龍部隊」。

## 沿革
基地航空隊として整備完成を急いでいた第一航空艦隊の一翼を担う爆撃機隊の一つとして整備され、鹿屋飛行場で編成された。絶対国防圏の策定に合わせ、一航艦のマリアナ諸島前進命令に従いマリアナ入り。マリアナ作戦で激しく消耗したことから、初期の七六一空を解散したうえで、フィリピン南部ミンダナオ島のダバオで混成爆撃機隊として再編され、フィリピン戦線に投入された。したがって、前期と後期では、主戦場も編制機種もまったく異なる部隊に変貌している。
- 昭和18年（1943年）

7月1日　鹿屋飛行場を原隊として編制（一式陸上攻撃機72）
- 昭和19年（1944年）

2月19日　テニアン島進出のため、先発隊40機出撃。翌日より哨戒任務に従事。
2月22日　マリアナ諸島空襲に来航の敵機動部隊を発見、3日連続で雷撃。対艦戦果なし（航空戦で6機撃墜）・21機喪失。爆撃により15機を地上で喪失。
3月7日　鹿屋より第二陣到着、一部はペリリュー島に派遣。壊滅した第一陣要員は内地に帰還。
3月15日　第一陣の調達完了。第二六一海軍航空隊を誘導しつつテニアンに出撃。
3月29日　ペリリュー派遣隊がパラオ大空襲に来航の敵機動部隊を発見。2日間で3波攻撃。戦果僅少・18機喪失。
4月22日　ペリリューに6機増援。第七五五海軍航空隊ペリリュー派遣隊7機と連合、「梅田部隊」を自称。
　　　　　　　　　翌日、ソロン飛行場に進出。第七三二海軍航空隊に編入。28日のビアク島空襲までニューギニア戦線で活動。
5月頃　　半数をテニアン島に残し、本隊もペリリュー島に進出。
6月10日　「あ号作戦」発動。
6月13日　テニアン残留隊、敵機動部隊を攻撃。戦果なし・4機喪失。
　　　　　　　　　連日索敵に従事、会敵せず。
6月27日　本隊によるサイパン島奪還爆撃・グァム島物資投下開始。
7月10日　ダバオで再編。第一航空艦隊直轄に変更。
　　　　　　　　　本隊もペリリュー島よりダバオに撤収。陸攻隊より艦上機主体の混成爆撃機隊に変更。
7月23日　テニアン島に米軍上陸。残留隊は地上戦に従事、8月3日玉砕。
7月15日　旧第五〇一海軍航空隊の彗星隊がセブ島に到着、編入。
　　　　　　　　　以後、フィリピン南部での哨戒に従事。
9月頃　　ルソン島に進出、クラーク飛行場・ニコルス飛行場に駐留。
9月22日　挺身攻撃隊に参加。戦果僅少。
9月下旬　連日の航空戦で全機喪失。
11月頃　搭乗員は台湾に撤退、地上要員は残存、第一航空艦隊第二十六航空戦隊隷下で航空支援・地上戦に従事。
以後、組織としてはルソン島に孤立したまま存続しているが、航空機は保有せず、また地上要員も乙飛行隊の北菲海軍航空隊にも編入されていない。実態だけでなく、書類上も何の措置も取られないまま、終戦まで放置されて地上戦を強いられた。

## 主力機種
- 一式陸上攻撃機…「あ号作戦」までの主力機種。
- 九六式陸上攻撃機…一式陸攻の補助機種。
- 彗星…再編後の主力機種。
- 天山
- 銀河

## 歴代司令
- 前田孝成（昭和18年7月1日-）
- 天谷孝久（昭和19年11月15日-）
- 松本真実（昭和20年2月5日-武装解除）